# Date Everything!
Date Everything! (укр. Зустрічайся з усім!) — симулятор побачень у жанрі «пісочниці», розроблений студією Sassy Chap Games і виданий Team17. У грі гравець будує романтичні стосунки з олюдненими версіями повсякденних предметів, що знаходяться в його будинку. Реліз відбувся 17 червня 2025 року на платформах Nintendo Switch, PlayStation 5, Xbox Series X/S та Windows.

## Ігровий процес
Date Everything! відбувається повністю в одному приміщенні — типовому передміському будинку. У грі головний герой отримує окуляри під назвою Dateviator. Окуляри можуть фокусуватись як на звичних предметах: полицях, рушниках, холодильнику; так і на абстрактних поняттях: повітрі або навіть екзистенційній тривозі. Після активації об’єкт постає в олюдненій формі та може вести діалог із гравцем. У грі доступно 100 потенційних партнерів, і щодня можна взаємодіяти з до п’яти об’єктами, що впливає на рівень стосунків із кожним із них. Кожна взаємодія веде до одного з трьох результатів: кохання, дружби або ненависті. Від стосунків залежать варіанти фіналу гри. Після досягнення недеструктивних стосунків і накопичення необхідної кількості ігрових очок, гравець отримує можливість «реалізувати» об’єкт, тобто перетворити його на реальну людину. Повна «реалізація» всіх об’єктів вважається основною метою гри.

## Розробка
Date Everything! — це дебютна гра студії Sassy Chap Games, заснованої професійними акторами озвучування Реєм Чейзом, Роббі Деймондом та Максом Міттельманом. До цього тріо вже неодноразово співпрацювало над різними творчими проєктами, і у 2018 році вони вирішили спробувати себе у розробці відеоігор. Ідея гри виникла спонтанно: Деймонд запропонував зробити симулятор побачень із неживими предметами, а Чейз узявся втілювати її у життя як провідний дизайнер і креативний директор. На створення ігрової демоверсії та пошук видавця пішло близько чотирьох років, однак процес ускладнили пандемія COVID-19 та брак зацікавленості з боку видавців. Початкові версії гри містили елементи квест-кімнат, але їх було відкинуто як надто лінійні та нецікаві, що згодом призвело до обрання формату «пісочниці». У 2022 році виданням гри погодилася зайнятись компанія Team17.
Сценарій гри містить понад 1,2 мільйона слів, у ній використано понад 11 тисяч ілюстрацій, намальованих вручну, і понад 70 тисяч реплік, повністю озвучених акторським складом із більш ніж 100 учасників. Окрім Чейза, Деймонда і Міттельмана, у грі взяли участь Емілі Аксфорд, Ерік Бауза, Трой Бейкер, Лора Бейлі, Данте Баско, Ешлі Берч, Сонґ Вон Чо, Фелісія Дей, Еріка Ішії, Еріка Ліндбек, Метью Мерсер, Бреннан Лі Малліґан, Ніл Ньюбон, Дана Снайдер та Бен Старр. За словами Деймонда, знайомства з багатьма акторами дозволили залучити видатний акторський склад, який зазвичай не бере участі в подібних проєктах. Усі діалоги записувались з участю Деймонда та режисерки Аманди Гаффорд, які озвучували репліки гравця, щоб інші актори могли емоційно реагувати в реальному часі.
Гру спершу планували випустити 14 лютого 2025 року, до Дня святого Валентина, на Nintendo Switch, PlayStation 5, Xbox Series X/S і Windows. Проте реліз було відкладено до 17 червня, коли гра стала доступною в цифровому форматі. Фізичні копії заплановані на пізніший термін. Також анонсовано «Розкішне видання» (англ. Lavish Edition), що включає цифрові артбук і саундтрек, додаткові косметичні предмети для телефону гравця, а також двох нових об’єктів для побачень — мікротранзакцію та саме Розкішне видання.

## Сприйняття
| Агрегатор  | Оцінка                                            |
| ---------- | ------------------------------------------------- |
| Metacritic | 78/100 (NS) 79/100 (PC) 74/100 (PS5) 85/100 (XSX) |
| OpenCritic | 86% recommend                                     |

| Видання       | Оцінка |
| ------------- | ------ |
| Destructoid   | 9/10   |
| GamesRadar+   | 3/5    |
| Nintendo Life | 6/10   |
| Shacknews     | 7/10   |

Date Everything! отримала загалом схвальні відгуки, за даними агрегаторів Metacritic та OpenCritic. Оглядачі високо оцінили оригінальну ідею гри та озвучення персонажів, однак деякі критики вказали на проблеми з технічною продуктивністю та повільним темпом ігрового процесу.